# 7493 Hirzo
7493 Hirzo è un asteroide della fascia principale. Scoperto nel 1995, presenta un'orbita caratterizzata da un semiasse maggiore pari a 2,5968385 UA e da un'eccentricità di 0,1061334, inclinata di 5,39308° rispetto all'eclittica.